# DR-DOS
DR-DOS（Digital Research-Disk Operating System）是數位研究公司（Digital Research）开发的DOS操作系统，最初用于个人电脑上。主要支持IBM PC兼容机。
从1990年代PC机广泛使用Windows 3.x开始，DR-DOS系统被逐步被MS-DOS取代。到1995年全面采用Windows 95时，DOS的影响开始减小，DR-DOS也随之在桌面市场迅速衰落。1999年，DR-DOS推出7.03版本，随后在一段时间内一直未有正式更新。目前DR-DOS在单任务嵌入式设备中还有少量应用，另有极少数DOS爱好者还在研究或使用DR-DOS。
2004年，DR-DOS推出了8.0版，功能上仅做了很小修改，支持FAT32和大容量硬盘。2005年又曾一度推出DR-DOS 8.1版，但由于版权纠纷，发现当中包含FreeDOS的元件，未能遵守FreeDOS所使用的GNU通用公共许可证，FreeDOS的开发人员投诉后DR-DOS 8.x随即从市场上撤回。目前其公司开始重新销售DR-DOS 7.03版本。